# I Finally Understand
I Finally Understand è un singolo della cantautrice britannica Charli XCX, pubblicato il 7 maggio 2020 come terzo estratto dal quarto album in studio How I'm Feeling Now.

## Descrizione
Il testo di I Finally Understand tratta la depressione vissuta personalmente dalla cantante.

## Tracce
1. I Finally Understand – 2:31